# Maison et Services
Maison et Services est un réseau national d'entreprises prestataires pour l'entretien de la maison et du jardin, qui évolue dans le domaine des services à la personne.

## Historique
1999 : Création de la marque Maison et Services.
2003 : Le réseau Maison et Services compte 80 franchises
2009 : Maison et Services s'implante à Paris avec l'ouverture de 11 franchises couvrant l'ensemble des arrondissements.
2010 : Le réseau compte 131 implantations pour 3000 collaborateurs.

## Le dirigeant
Patrice Deniau est le Président-Fondateur du réseau Maison et Services (marque déposée en 1999) et le PDG de Maison et Services Développement, la "tête du réseau", implantée en Mayenne (53).
Grâce à ses premières fonctions en tant que gérant de SPID (Services et Propreté Industrielle Deniau - entreprise de propreté industrielle), Patrice Deniau dispose d’une expérience de plus de 25 ans dans le secteur de la propreté.
Patrice Deniau est nommé manager de l’année 2009 par les DCF de la Mayenne (Dirigeants commerciaux de France) pour son implication dans la création d’entreprises et son style de management « collaboratif ».

## Les services proposés
Maison et Services est un réseau spécialisé dans l'entretien de la maison et du jardin. Les services sont ainsi principalement :
- Le ménage
- Le repassage
- Le nettoyage des vitres et vérandas
- Le jardinage
- Le grand nettoyage